# Journal of Chemical Education
Journal of Chemical Education (abreviatura J. Chem. Educ.), coneguda com a JCE, és la més important revista científica dedicada a la l'educació en química. Fundada el 1924, és una revista de la Societat Química Americana. La revista publica mensualment articles revisats per experts i la informació relacionada com un recurs per a aquelles persones o institucions que treballen en el camp de l'ensenyament de la química. La JCE aborda contingut químic, activitats, experiments de laboratori, mètodes d'ensenyament i pedagogies. Serveix com un mitjà de comunicació entre persones de tot el món que estan interessats en l'ensenyament i l'aprenentatge de la química. Això inclou des del professorat de química dels centres d'ensenyament secundari fins a professorat de postgrau, i professionals que donen suport a aquestes activitats d'ensenyament, així com alguns científics en el comerç, la indústria i el govern. Es publica setmanalment en anglès, el 2014 el seu factor d'impacte fou 1,106, amb 7338 citacions.